# Pardomima martinalis
Pardomima martinalis là một loài bướm đêm trong họ Crambidae.